# NXT TakeOver: The End
NXT TakeOver: The End, ook bekend als NXT TakeOver: The End... of the Beginning, was een professioneel worstelshow en WWE Network evenement dat georganiseerd werd door WWE voor hun NXT brand. Het was de 10e editie van NXT TakeOver en vond plaats op 8 juni 2016 in het Full Sail University in Winter Park, Florida. De naam, "The End", was oorspronkelijk de benaming dat dit de laatste evenement is dat in het Full Sail University werd gehouden. Maar door de coronapandemie in 2020 werd WWE geforceerd om NXT evenementen weer terug te brengen naar het Full Sail University in oktober en later dat jaar naar het WWE Performance Center.

## Matches
| Nr. | Match                                                                                       | Winnaar(s)         | Opmerkingen                                         | Bron  |
| --- | ------------------------------------------------------------------------------------------- | ------------------ | --------------------------------------------------- | ----- |
| 1   | Andrade Cien Almas vs. Tye Dillinger                                                        | Andrade Cien Almas | Eén-op-één match.                                   | [ 2 ] |
| 2   | The Revival (Dash Wilder & Scott Dawson) vs. American Alpha (Chad Gable & Jason Jordan) (c) | The Revival (nc)   | Tag team match voor het NXT Tag Team Championship.  | [ 2 ] |
| 3   | Shinsuke Nakamura vs. Austin Aries                                                          | Shinsuke Nakamura  | Eén-op-één match.                                   | [ 2 ] |
| 4   | Asuka (c) vs. Nia Jax                                                                       | Asuka              | Eén-op-één match voor het NXT Women's Championship. | [ 2 ] |
| 5   | Samoa Joe (c) vs. Finn Bálor                                                                | Samoa Joe          | Steel Cage match voor het NXT Championship.         | [ 2 ] |